# Cuneo Granda Volley 2020-2021
Questa voce raccoglie le informazioni riguardanti il Cuneo Granda Volley nelle competizioni ufficiali della stagione 2020-2021.

## Stagione
Nella stagione 2020-21 il Cuneo Granda Volley assume la denominazione sponsorizzata di Bosca San Bernardo Cuneo.
Raggiunge gli ottavi di finale nella Supercoppa italiana, eliminata dalla Pro Victoria.
Partecipa per la terza volta alla Serie A1; chiude la regular season di campionato al settimo posto in classifica, qualificandosi per i play-off scudetto, dove viene eliminata negli ottavi di finale dalla Wealth Planet Perugia.

## Organigramma societario
Area direttiva
- Presidente: Diego Borgna

Area tecnica
- Allenatore: Andrea Pistola
- Allenatore in seconda: Domenico Petruzzelli

## Rosa
| N° | Nome                    | Ruolo | Data di nascita  | Nazionalità sportiva |
| -- | ----------------------- | ----- | ---------------- | -------------------- |
| 1  | Erblira Bici            | O     | 27 giugno 1995   | Albania              |
| 2  | Alice Degradi           | S     | 10 aprile 1996   | Italia               |
| 3  | Massiel Matos           | S     | 16 aprile 1998   | Rep. Dominicana      |
| 5  | Alice Turco             | P     | 4 febbraio 2000  | Italia               |
| 6  | Gaia Giovannini         | S     | 17 dicembre 2001 | Italia               |
| 8  | Sonia Candi             | C     | 8 novembre 1993  | Italia               |
| 9  | Olga Strantzalī         | S     | 12 gennaio 1996  | Grecia               |
| 12 | Francesca Fava          | C     | 20 aprile 1998   | Italia               |
| 13 | Noemi Signorile         | P     | 15 febbraio 1990 | Italia               |
| 14 | Milka Stijepić          | O     | 30 agosto 1997   | Serbia               |
| 15 | Giorgia Zannoni         | L     | 11 febbraio 1998 | Italia               |
| 16 | Katerina Zakchaiou      | C     | 26 luglio 1998   | Cipro                |
| 19 | Adelina Budăi-Ungureanu | S     | 29 luglio 2000   | Romania              |
| 20 | Alice Gay               | L     | 4 ottobre 2002   | Italia               |

## Mercato
| Acquisti | Acquisti           | Acquisti          | Acquisti   |
| R.       | Nome               | da                | Modalità   |
| -------- | ------------------ | ----------------- | ---------- |
| O        | Erblira Bici       | UYBA              | definitivo |
| S        | Alice Degradi      | Millenium Brescia | definitivo |
| C        | Francesca Fava     | Academy Sassuolo  | definitivo |
| S        | Gaia Giovannini    | Montale           | definitivo |
| S        | Massiel Matos      | -                 | definitivo |
| P        | Noemi Signorile    | RC Cannes         | definitivo |
| O        | Milka Stijepić     | Qýanysh           | definitivo |
| S        | Olga Strantzalī    | Legionovia        | definitivo |
| P        | Alice Turco        | San Casciano      | definitivo |
| C        | Katerina Zakchaiou | Olympiakos        | definitivo |

| Cessioni | Cessioni            | Cessioni              | Cessioni   |
| R.       | Nome                | a                     | Modalità   |
| -------- | ------------------- | --------------------- | ---------- |
| P        | Beatrice Agrifoglio | Wealth Planet Perugia | definitivo |
| O        | Gloria Baldi        | -                     | definitivo |
| P        | Carlotta Cambi      | San Casciano          | definitivo |
| C        | Laura Frigo         | -                     | definitivo |
| S        | Srna Marković       | Savino Del Bene       | definitivo |
| S        | Yamila Nizetich     | Béziers               | definitivo |
| S        | Madison Rigdon      | Sarıyer               | definitivo |
| S        | Olga Strantzalī     | Chemik Police         | definitivo |
| O        | Lise Van Hecke      | Pro Victoria          | definitivo |
| C        | Marina Zambelli     | Chieri '76            | definitivo |

## Risultati

### Serie A1

#### Girone di andata
| 1ª giornata - 20 settembre 2020 Nelson Mandela Forum, Firenze     | San Casciano          | 1 - 3 | Cuneo Granda      | 23-25, 25-23, 21-25, 21-25        |
| 2ª giornata - 27 settembre 2020 PalaCastagnaretta, Cuneo          | Cuneo Granda          | 3 - 0 | Pro Victoria      | 25-22, 31-29, 25-23               |
| 3ª giornata - 4 ottobre 2020 PalaEvangelisti, Perugia             | Wealth Planet Perugia | 3 - 1 | Cuneo Granda      | 25-23, 22-25, 27-25, 25-19        |
| 4ª giornata - 10 ottobre 2020 PalaCastagnaretta, Cuneo            | Cuneo Granda          | 3 - 2 | Chieri '76        | 28-26, 27-29, 23-25, 25-21, 15-11 |
| 5ª giornata - 11 novembre 2020 PalaTerdoppio, Novara              | AGIL                  | 3 - 1 | Cuneo Granda      | 23-25, 25-14, 27-25, 25-13        |
| 6ª giornata - 18 ottobre 2020 PalaCastagnaretta, Cuneo            | Cuneo Granda          | 1 - 3 | Bergamo           | 22-25, 25-17, 30-32, 21-25        |
| 7ª giornata - 3 dicembre 2020 PalaSanbapolis, Trento              | Trentino Rosa         | 3 - 0 | Cuneo Granda      | 25-19, 25-23, 25-18               |
| 8ª giornata - 28 novembre 2020 PalaCastagnaretta, Cuneo           | Cuneo Granda          | 3 - 2 | Millenium Brescia | 25-20, 24-26, 20-25, 25-18, 16-14 |
| 9ª giornata - 1º novembre 2020 PalaVerde, Villorba                | Imoco                 | 3 - 0 | Cuneo Granda      | 25-11, 25-10, 25-16               |
| 10ª giornata - 25 novembre 2020 Palazzetto dello Sport, Scandicci | Savino Del Bene       | 3 - 0 | Cuneo Granda      | 25-13, 25-10, 25-17               |
| 12ª giornata - 15 novembre 2020 PalaCastagnaretta, Cuneo          | Cuneo Granda          | 3 - 2 | UYBA              | 25-23, 18-25, 26-24, 25-27, 15-10 |
| 13ª giornata - 21 novembre 2020 PalaRadi, Cremona                 | Casalmaggiore         | 3 - 0 | Cuneo Granda      | 25-22, 31-29, 28-26               |

#### Girone di ritorno
| 14ª giornata - 16 dicembre 2020 PalaCastagnaretta, Cuneo       | Cuneo Granda      | 3 - 0 | San Casciano          | 25-20, 25-23, 25-23               |
| 15ª giornata - 13 gennaio 2021 Palazzetto dello Sport, Monza   | Pro Victoria      | 3 - 1 | Cuneo Granda          | 25-19, 25-21, 22-25, 25-21        |
| 16ª giornata - 17 febbraio 2021 PalaCastagnaretta, Cuneo       | Cuneo Granda      | 2 - 3 | Wealth Planet Perugia | 22-25, 25-17, 25-20, 24-26, 13-15 |
| 17ª giornata - 26 dicembre 2020 PalaMaddalene, Chieri          | Chieri '76        | 2 - 3 | Cuneo Granda          | 25-20, 22-25, 25-22, 17-25, 9-15  |
| 18ª giornata - 10 gennaio 2021 PalaCastagnaretta, Cuneo        | Cuneo Granda      | 1 - 3 | AGIL                  | 25-23, 16-25, 28-30, 14-25        |
| 19ª giornata - 16 gennaio 2021 Palazzetto dello sport, Bergamo | Bergamo           | 3 - 1 | Cuneo Granda          | 22-25, 25-23, 25-22, 25-16        |
| 20ª giornata - 31 gennaio 2021 PalaCastagnaretta, Cuneo        | Cuneo Granda      | 3 - 0 | Trentino Rosa         | 25-13, 25-20, 25-13               |
| 21ª giornata - 6 gennaio 2021 PalaGeorge, Montichiari          | Millenium Brescia | 2 - 3 | Cuneo Granda          | 25-17, 20-25, 25-20, 23-25, 7-15  |
| 22ª giornata - 7 febbraio 2021 PalaCastagnaretta, Cuneo        | Cuneo Granda      | 1 - 3 | Imoco                 | 23-25, 25-21, 18-25, 12-25        |
| 23ª giornata - 14 febbraio 2021 PalaCastagnaretta, Cuneo       | Cuneo Granda      | 1 - 3 | Savino Del Bene       | 23-25, 19-25, 25-17, 13-25        |
| 25ª giornata - 21 febbraio 2021 PalaPiantanida, Busto Arsizio  | UYBA              | 3 - 1 | Cuneo Granda          | 17-25, 25-18, 25-19, 25-15        |
| 26ª giornata - 27 febbraio 2021 PalaCastagnaretta, Cuneo       | Cuneo Granda      | 3 - 2 | Casalmaggiore         | 23-25, 25-19, 32-30, 16-25, 15-11 |

#### Play-off scudetto
| Ottavi di finale (gara 1) - 20 marzo 2021 2021 PalaEvangelisti, Perugia | Wealth Planet Perugia | 3 - 1 | Cuneo Granda          | 27-25, 22-25, 25-21, 25-17 |
| Ottavi di finale (gara 2) - 24 marzo 2021 PalaCastagnaretta, Cuneo      | Cuneo Granda          | 0 - 3 | Wealth Planet Perugia | 18-25, 17-25, 11-25        |

### Supercoppa italiana
| Ottavi di finale - 29 agosto 2020 Palazzetto dello Sport, Monza | Pro Victoria | 3 - 2 | Cuneo Granda | 25-27, 25-16, 25-20, 23-25, 15-13 |

## Statistiche

### Statistiche di squadra
| Competizione        | Punti | In casa | In casa | In casa | In trasferta | In trasferta | In trasferta | Totale | Totale | Totale |
| Competizione        | Punti | G       | V       | P       | G            | V            | P            | G      | V      | P      |
| ------------------- | ----- | ------- | ------- | ------- | ------------ | ------------ | ------------ | ------ | ------ | ------ |
| Serie A1            | 25    | 13      | 7       | 6       | 13           | 3            | 10           | 26     | 10     | 16     |
| Supercoppa italiana | -     | -       | -       | -       | 1            | 0            | 1            | 1      | 0      | 1      |
| Totale              | -     | 13      | 7       | 6       | 14           | 3            | 11           | 27     | 10     | 17     |

G = partite giocate; V = partite vinte; P = partite perse

### Statistiche dei giocatori
| Giocatore          | Serie A1 | Serie A1 | Serie A1 | Serie A1 | Serie A1 | Supercoppa italiana | Supercoppa italiana | Supercoppa italiana | Supercoppa italiana | Supercoppa italiana | Totale | Totale | Totale | Totale | Totale |
| Giocatore          | P        | PT       | AV       | MV       | BV       | P                   | PT                  | AV                  | MV                  | BV                  | P      | PT     | AV     | MV     | BV     |
| ------------------ | -------- | -------- | -------- | -------- | -------- | ------------------- | ------------------- | ------------------- | ------------------- | ------------------- | ------ | ------ | ------ | ------ | ------ |
| E. Bici            | 24       | 283      | 254      | 15       | 14       | -                   | -                   | -                   | -                   | -                   | 24     | 283    | 254    | 15     | 14     |
| A. Budăi-Ungureanu | 21       | 290      | 240      | 31       | 19       | 1                   | 18                  | 14                  | 2                   | 2                   | 22     | 308    | 254    | 33     | 21     |
| S. Candi           | 24       | 269      | 198      | 57       | 14       | 1                   | 7                   | 4                   | 1                   | 2                   | 25     | 276    | 202    | 58     | 16     |
| A. Degradi         | 8        | 116      | 102      | 6        | 8        | 1                   | 17                  | 16                  | 0                   | 1                   | 9      | 133    | 118    | 6      | 9      |
| F. Fava            | 14       | 10       | 5        | 3        | 2        | 1                   | 0                   | 0                   | 0                   | 0                   | 15     | 10     | 5      | 3      | 2      |
| A. Gay             | 13       | 0        | 0        | 0        | 0        | 0                   | 0                   | 0                   | 0                   | 0                   | 13     | 0      | 0      | 0      | 0      |
| G. Giovannini      | 25       | 191      | 167      | 17       | 7        | 0                   | 0                   | 0                   | 0                   | 0                   | 25     | 191    | 167    | 17     | 7      |
| M. Matos           | 3        | 26       | 23       | 2        | 1        | -                   | -                   | -                   | -                   | -                   | 3      | 26     | 23     | 2      | 1      |
| N. Signorile       | 23       | 21       | 14       | 5        | 2        | 1                   | 1                   | 1                   | 0                   | 0                   | 24     | 22     | 15     | 5      | 2      |
| M. Stijepić        | 10       | 19       | 16       | 2        | 1        | -                   | -                   | -                   | -                   | -                   | 10     | 19     | 16     | 2      | 1      |
| O. Strantzalī      | 13       | 74       | 67       | 5        | 2        | 1                   | 16                  | 14                  | 1                   | 1                   | 14     | 90     | 81     | 6      | 3      |
| A. Turco           | 22       | 9        | 5        | 1        | 3        | 0                   | 0                   | 0                   | 0                   | 0                   | 22     | 9      | 5      | 1      | 3      |
| K. Zakchaiou       | 24       | 296      | 197      | 84       | 15       | 1                   | 5                   | 4                   | 1                   | 0                   | 25     | 301    | 201    | 85     | 15     |
| G. Zannoni         | 25       | 0        | 0        | 0        | 0        | 1                   | 0                   | 0                   | 0                   | 0                   | 26     | 0      | 0      | 0      | 0      |

P = presenze; PT = punti totali; AV = attacchi vincenti; MV = muri vincenti; BV = battute vincenti